# Minori Chihara Live Tour 2009 〜Parade〜
『Minori Chihara Live Tour 2009 〜Parade〜』（ミノリ チハラ ライブ ツアー 2009 パレード）は、2009年2月から同年3月に開催された茅原実里のコンサートツアー。また、その模様を収録した映像作品。

## 概要
ライブ映像作品は、2009年6月24日に『Minori Chihara Live Tour 2009 〜Parade〜 LIVE DVD』（DVD）、同年8月26日に『Minori Chihara Live Tour 2009 〜Parade〜 Blu-ray』（Blu-ray Disc）として、GloryHeaven（ランティス）より発売された（販売元：ソニー・ミュージックディストリビューション）。

## 出演
- 茅原実里（ボーカル）
- 茅原バンド
  - 須藤賢一（Keyboard、バンドリーダー）
  - 鍋嶋圭一（guitar）
  - 山本直哉（bass）
  - 岩田ガンタ康彦（drum）
- Strings
  - 大先生室屋ストリングス
    - 室屋光一郎
    - 真部裕
    - 藤堂晶彦
    - 高橋洋子

## 収録内容

### DVD
DISC 01
Opening
Prism in the name of hope
FUTURE STAR
蒼い孤島
too late? not late...
MC
ふたりのリフレクション
Fairy Tune
Cynthia
MC 〜メンバー紹介〜
雨上がりの花よ咲け
interlude
詩人の旅
アコースティックメドレー(Sandglass〜記憶の粒子、Last Arden、Peace of mind〜人魚のささやき)
MC
光
そのとき僕は髪飾りを買う
勇気の鼓動
Melty tale storage
DISC 02
MC
Lash march!!
Voyager train
輪舞-revolution
君がくれたあの日
Paradise Lost -at next nest-
透明パークにて
ENCORE
everlasting...
純白サンクチュアリィ
MC
Say you?
MC
花束
Lineup
Curtain call
End-title roll

### Blu-ray Disc
DISC 01
Opening
Prism in the name of hope
FUTURE STAR
蒼い孤島
too late? not late...
MC
ふたりのリフレクション
Fairy Tune
Cynthia
MC 〜メンバー紹介〜
雨上がりの花よ咲け
interlude
詩人の旅
アコースティックメドレー(Sandglass〜記憶の粒子、Last Arden、Peace of mind〜人魚のささやき)
MC
光
そのとき僕は髪飾りを買う
勇気の鼓動
Melty tale storage
DISC 02
MC
Lush march!!
Voyager train
輪舞-revolution
君がくれたあの日
Paradise Lost -at next nest-
透明パークにて
ENCORE
everlasting...
純白サンクチュアリィ
MC
Say you?
MC
花束
Lineup
Curtain call
End-title roll
DISC 03
Message2.5（ツアードキュメンタリー）

## コンサートツアー
2009年2月から3月にかけて全10公演が行われた。

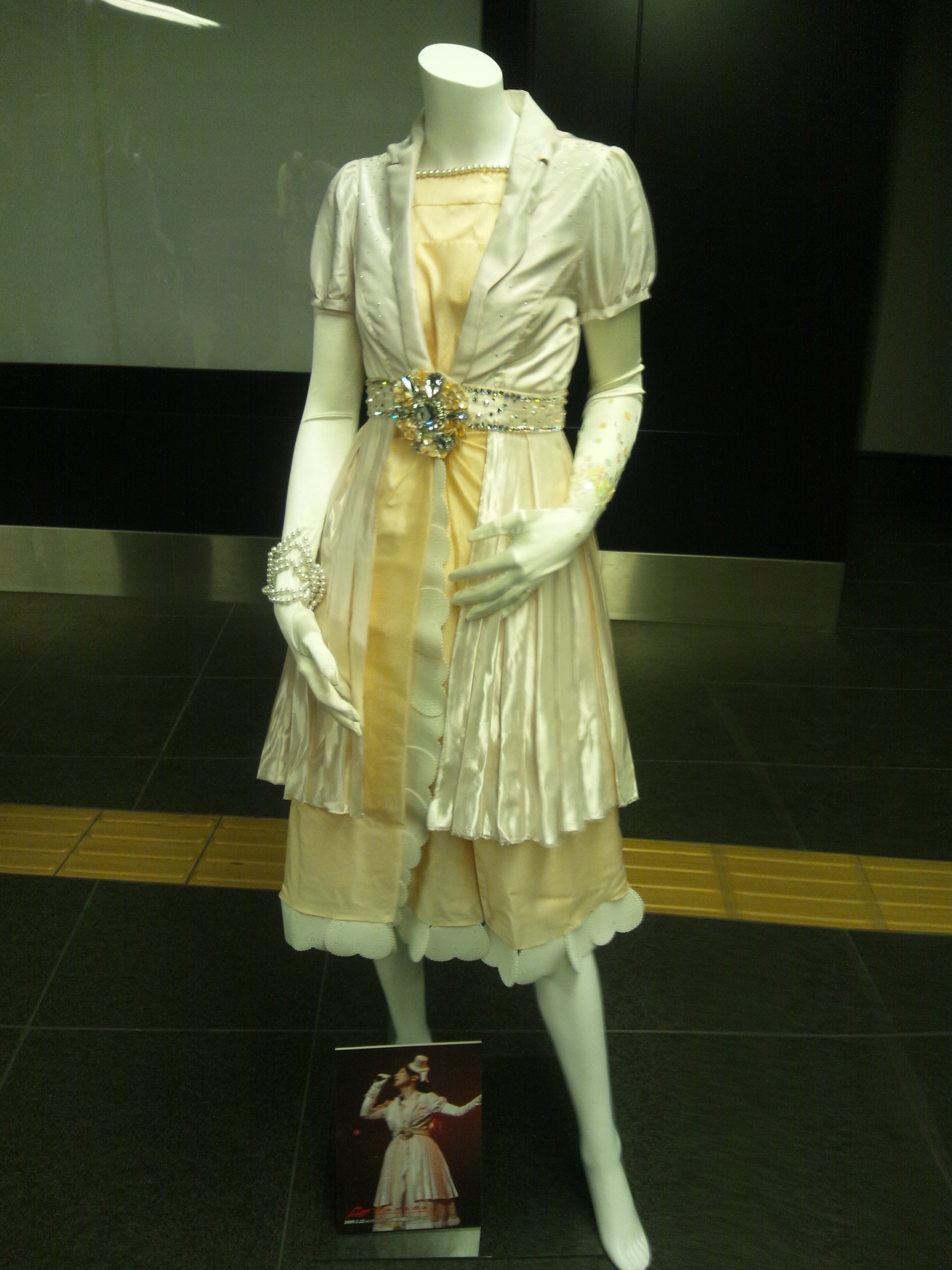
公演当日の衣装

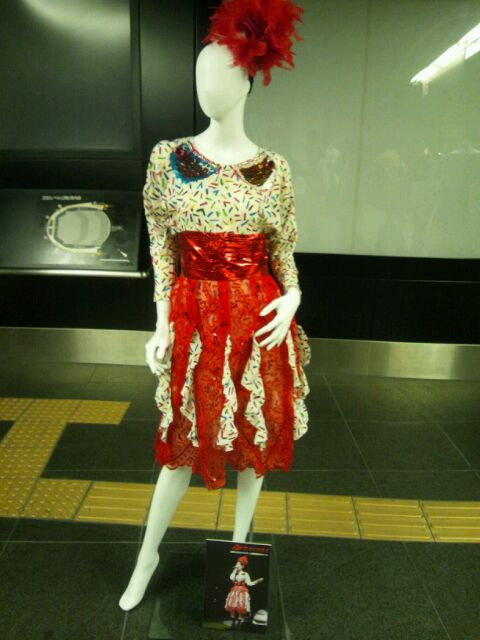
公演当日の衣装

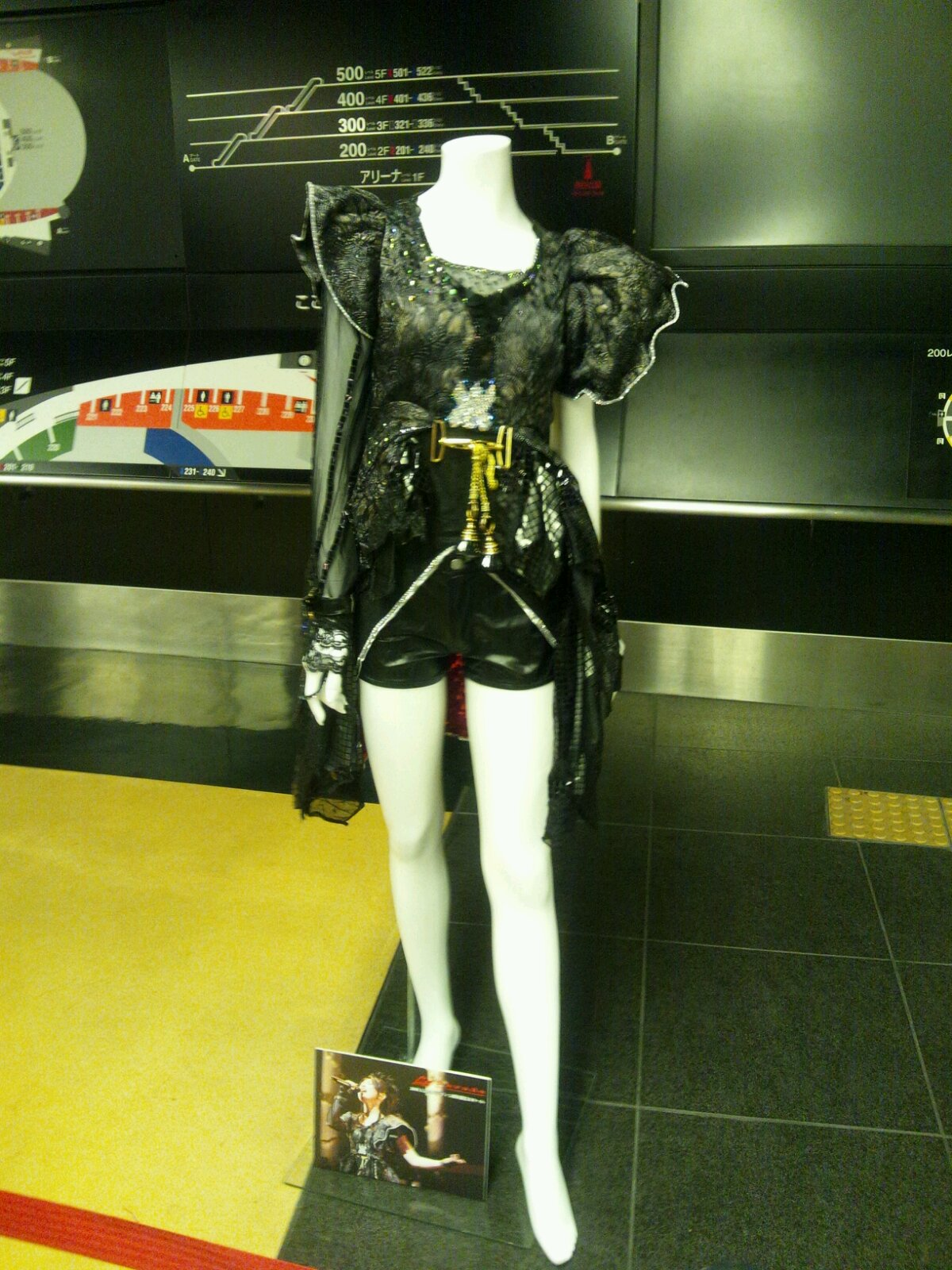
公演当日の衣装

### 日程
開催日時・会場
- 2009年2月7日 - 伊勢原市民文化会館大ホール（神奈川県）
- 2009年2月8日 - 愛知県芸術劇場大ホール（愛知県）
- 2009年2月15日 - 東京厚生年金会館大ホール（東京都）
- 2009年2月21日 - Zepp Fukuoka（福岡県）
- 2009年2月22日 - 広島クラブクアトロ（広島県）
- 2009年3月1日 - 大阪厚生年金会館大ホール（大阪府）
- 2009年3月7日 - PENNY LANE 24（北海道）
- 2009年3月14日 - 新潟LOTS（新潟県）
- 2009年3月20日 - 仙台市民会館（宮城県）
- 2009年3月22日 - パシフィコ横浜 国立大ホール（神奈川県・追加公演）

出演

### セットリスト
本公演
1. Prism in the name of hope
2. FUTURE STAR
3. 蒼い孤島
4. too late? not late...
5. ふたりのリフレクション
6. Fairy Tune
7. 雨上がりの花よ咲け
8. 詩人の旅
9. 光
10. その時僕は髪飾りを買う
11. Melty tale storage
12. Lush march!!
13. Voyager train
14. 輪舞-revolution
15. 君がくれたあの日
16. Paradise Lost
17. 透明パークにて
18. everlasting... （Encore）
19. 純白サンクチュアリィ （Encore）
20. 花束 （Encore）

追加公演
1. Prism in the name of hope
2. FUTURE STAR
3. 蒼い孤島
4. too late? not late...
5. ふたりのリフレクション
6. Fairy Tune
7. Cynthia
8. 雨上がりの花よ咲け
9. 詩人の旅
10. アコースティックメドレー(Sandglass〜記憶の粒子、Last Arden、Peace of mind〜人魚のささやき)
11. 光
12. そのとき僕は髪飾りを買う
13. 勇気の鼓動
14. Melty tale storage
15. Lash march!!
16. Voyager train
17. 輪舞-revolution
18. 君がくれたあの日
19. Paradise Lost -at next nest-
20. 透明パークにて
21. everlasting... （Encore）
22. 純白サンクチュアリィ （Encore）
23. Say you? （Encore）
24. 花束 （Encore）